# Ida Red
Ida Red ist ein Film von John Swab, der im August 2021 beim Locarno Film Festival seine Premiere feierte und am 5. November 2021 in die US-Kinos kam. Der Kinostart in Deutschland ist am 16. Februar 2022 geplant.

## Handlung
Die schwerkriminelle Ida „Red“ Walker sitzt wegen bewaffneten Raubüberfalls eine langjährige Haftstrafe ab. Sie ist unheilbar krank und hat nur noch kurze Zeit zu leben. Sie wendet sich an ihren ebenfalls kriminellen Sohn Wyatt, weil sie eine Idee hat, wie sie in Freiheit sterben kann.

## Produktion
Regie führte John Swab, der auch das Drehbuch schrieb.
Melissa Leo spielt in der Titelrolle Ida 'Red' Walker, Frank Grillo spielt ihren Schwager Dallas Walker. Leo und Grillo spielten beide bereits in Swabs Film Body Brokers. In weiteren Rollen sind Josh Hartnett als Idas Sohn Wyatt Walker und Deborah Ann Woll in der Rolle von Jeanie Walker zu sehen. Swab selbst hat auch eine kleinere Rolle übernommen und spielt Jerry.
Gedreht wurde im Sommer 2020 in Tulsa in Oklahoma. Als Kameramann fungierte Matt Clegg.
Die Filmmusik komponierte David Sardy, mit dem Swab auch für seinen nächsten Film Candy Land zusammenarbeitet und der früher Sänger und Gitarrist der Band Barkmarket war. Anfang November 2021 veröffentlichte Roxwell Records das Soundtrack-Album mit 18 Musikstücken als Download.
Die erste Vorstellung erfolgte am 11. August 2021 beim Locarno Film Festival. Ebenfalls im August 2021 wurde er beim Fantasia International Film Festival gezeigt. Am 5. November 2021 kam der Film in die US-Kinos. Der Kinostart in Deutschland ist am 16. Februar 2022 geplant.